# Puelches
Puelches é um município da província de La Pampa, na Argentina.

## Geografia
Pulches encontra-se ao leste do Departamento Curacó. Cruzam o município a RP 15 e a Ruta Nacional 152 (RN 152).

## Personalidades locais
- Juan Carlos Bustriazo Ortíz, poeta, autor de "Elegías de la Piedra que Canta"